# Pseudophoxinus ninae
Pseudophoxinus ninae är en fiskart som beskrevs av Jörg Freyhof och Özulug 2006. Pseudophoxinus ninae ingår i släktet Pseudophoxinus och familjen karpfiskar. Inga underarter finns listade i Catalogue of Life.